# Phường 10, Quận 6
Phường 10 là một phường thuộc Quận 6, Thành phố Hồ Chí Minh, Việt Nam.
Phường 10 có diện tích 1,55 km², dân số năm 2021 là 25.165 người,  mật độ dân số đạt 16.235 người/km².